# Lars Sjösten
Lars Sjösten (Oskarshamn, 7 mei 1941 – 19 oktober 2011) was een Zweeds componist en pianist.

## Levensloop
Als pianist speelde Sjösten in de jaren 1960 in het Stockholmse jazzrestaurant De gouden cirkel met grootheden uit de jazzwereld zoals Ben Webster, Dexter Gordon, Art Farmer en Bernt Rosengren. Verder speelde hij in de groepen van de bekende Zweedse baritonsaxofonist en componist Lars Gullins, met wie hij bevriend werd. In 1997 kreeg hij als eerste de nieuw gestichte Lars Gullin-priset (Lars Gullinprijs). In 1969 kreeg hij een in Zweden bekende studiebeurs Jan Johansson-stipendiet.
In het loop van de jaren richtte hij zijn eigen groepen op. Hij maakte vele opnamen en werd erg populair. Zijn concerttournees brachten hem in steden zoals Parijs, Moskou, Vittoria da Praia (Canarische Eilanden) en Emmaboda.
Als componist schreef hij zowel werken voor kamermuziek, harmonieorkest, koren en vooral jazzformaties, maar ook populaire werken.

## Composities

### Werken voor orkest
- 1978 Tidigt, voor tenorsaxofoon, orkest en bigband
- 1982 And the ball of lights revolved, voor orkest

### Werken voor harmonieorkest
- 1981 The lovely lady's labour : A work in 3 phases with an introduction, voor koperkwintet en harmonieorkest
- 1982 And the ball of lights revolved, voor groot koperensemble

### Werken voor koren
- 1983 Våra minnens röster, voor gemengd koor en bigband
- 1996 Klockan – Tre ting, voor gemengd koor – tekst: Herbert Sjösten
- 1999 Vi människor, voor gemengd koor en jazzcombo – tekst: Verner von Heidenstam
- 2005 Vår jord, voor gemengd koor en koperkwintet – tekst: Lilly Sjösten

### Vocale muziek
- 1995 The inner voice, voor zangstem, bugel (flügelhorn) en bigband – tekst: Rune Sjögren

### Kamermuziek
- 1977 Pieces for a violin-maker, voor kopersextet
- 1989 The two chambers of a golden heart , voor kopersextet
- 1995 Tale of two trees, voor 3 trompetten, hoorn, 3 trombones en tuba
- 1995 Aldrig näcken, voor 2 eufonia, tuba, bastrombone, piano, elektronische bas, drums en gitaar (ad lib)
- 1996 Two tunes, voor saxofoonkwartet
- 1996 Two tunes, voor trombonekwartet
- 2000 Förortsflickans sång (Song of the suburb girl), voor saxofoonkwartet
- 2002 Koperkwintet Nr. 2, voor 2 trompetten, hoorn, trombone en tuba
- May it do some good. A Trinity, voor sopraansaxofoon, kopersextet en pianotrio
  1. One certain lady
  2. Monologue and dialogue about the blues
  3. Triad

### Werken voor bigband
- 1980 Life in the star-cellar
- 1982 From reliable sources
- 1982 And the ball of lights revolved
- 1985 Utsikt från ett pepparkakshus
- 1989 Sami procedure
- 1990 Denile
- 1995 Aldrig näcken
- 1998 The inner voice, voor jazzoktet
- 2002 Select notes, voor jazzoktet
- 2003 At the Ping Pong Ball

### Werken voor piano
- 1984 I ett kärlekspars spår

- Bibsys: 6065226
- Bibliothèque nationale de France: cb14227873k (data)
- Gemeinsame Normdatei: 1136802142
- International Standard Name Identifier: 0000 0000 8415 8411
- Library of Congress Control Number: n88084993
- Nationale Bibliotheek van Letland: 000339333
- MusicBrainz: 081beefa-36b4-4f62-8e49-1d1c4ff78f01
- LIBRIS: 321061
- Virtual International Authority File: 120005157
- WorldCat: E39PBJccdFRhXfwRgFB6YXkbh3